# 1783년 펜실베이니아 반란
1783년 펜실베이니아 반란(Pennsylvania Mutiny of 1783, 필라델피아 반란이라고도 함)은 1783년 6월 대륙육군 소속 병사 약 400명이 벌인 반정부 시위였다. 이 반란과 이를 막지 못한 펜실베이니아 집행위원회의 거부로 인해 궁극적으로 연합회의는 필라델피아를 비우고, 궁극적으로 워싱턴 D.C.로 발전하여 국가의 수도 역할을 하게 될 연방구를 만들게 되었다.

## 배경
1781년 3월부터 의회와 펜실베이니아 코먼웰스 최고집행위원회는 필라델피아의 펜실베이니아 주청사(현재의 독립기념관)에 위치해 있었다. 연합규약의 권한 하에 의회는 전시를 제외하고는 군대에 대한 직접적인 통제권이 없었고, 법을 집행하고 질서를 유지하기 위해 주로 주 민병대에 의존했다.
1783년 6월 17일, 의회는 필라델피아에 주둔 중인 대륙육군 병사들로부터 메시지를 받았다. 이 메시지는 의회가 지불하지 못한 미국 독립 전쟁 중 그들의 복무에 대한 계약상 요구되는 지불을 요구하는 내용이었다. 병사들은 자신들의 불만이 해결되지 않으면 그날 조치를 취하겠다고 위협했다. 의회는 그들의 메시지를 무시했지만, 병사들은 위협을 실행하지 않았다. 그러나 이틀 후, 의회는 필라델피아 서쪽 약 60 마일 (97 km) 떨어진 랭커스터에 주둔하던 약 80명의 병사들이 주둔지를 떠나 시내 병영에 주둔하던 병사들과 합류했다는 소식을 받았다. 약 500명으로 구성된 이 집단은 무기 저장고와 탄약고를 효과적으로 통제하고 있었다.

## 시위
다음 날 아침, 6월 20일 금요일, 주청사는 약 400명의 병사들이 밀어닥쳐 급여 지급을 요구했다. 병사들은 문을 막고 처음에는 대표들이 나가는 것을 허락하지 않았다. 뉴욕주 대표인 알렉산더 해밀턴은 병사들을 설득하여 의회가 나중에 그들의 우려를 해결하기 위해 회의를 열도록 허락하게 했다. 병사들은 의회 의원들이 그날 오후 평화롭게 휴회하는 것을 허락했다. 그날 저녁, 해밀턴이 이끄는 작은 의회 위원회가 비밀리에 만나 펜실베이니아 의회에 반란군으로부터 의회를 보호해 달라는 메시지를 작성했다. 그 편지는 만약 의회가 조치를 취하지 않으면 의회가 다른 곳으로 옮겨갈 수밖에 없을 것이라고 위협했다.
6월 21일, 의회 위원회는 주청사에서 의장인 존 디킨슨을 포함한 펜실베이니아 행정위원회 위원들과 다시 만났다. 의회 위원들은 연방 정부를 더 보호하기 위해 위원회에 더 많은 조치를 취해 달라고 요청했다. 디킨슨과 위원회는 민병대 지휘관들과 협의하고 다음 날 의회에 답변하기로 동의했다. 다음 날 아침, 펜실베이니아 위원회는 의회의 요청을 다시 거부했다. 주가 의회를 보호할 의지가 있다는 충분한 확신이 없었기 때문에, 의원들은 그날 필라델피아를 떠나 프린스턴에 있는 Nassau Hall로 향했고, 이곳은 미국의 임시수도가 되었다.
조지 워싱턴은 6월 24일 반란 소식을 듣고 윌리엄 히스 소장과 은퇴한 로버트 하우 장군 휘하의 1,500명의 병력을 보내 반란을 진압했다.
일부 반란군은 체포되었고, 의회는 이 사건에 대한 조사를 지시했다.

## 영향

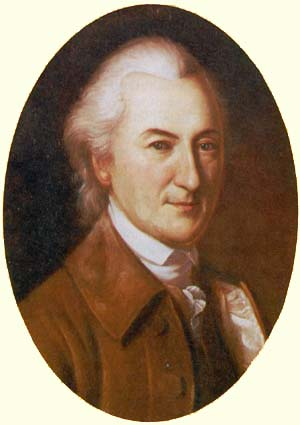
펜실베이니아 행정위원회의 의장인 존 디킨슨

존 디킨슨과 펜실베이니아 위원회가 행동하지 않은 세 가지 이유가 제시되었다. 위원회의 공식적인 이유는 지역 민병대가 동료 병사들로부터 의회를 실제로 보호할지 확신할 수 없었기 때문이었다. 또한, 위원회는 이 갈등이 의회가 생각하는 것만큼 심각하지 않으며 반란이 평화롭게 해결될 수 있다고 생각했을 수도 있다. 제시된 두 번째 이론은 민병대 장교였던 디킨슨이 병사들의 불만에 공감했기 때문이라는 것이다. 세 번째 이론은 위원회가 주권을 가진 펜실베이니아를 의회 소수 의원들의 요구에 종속시키는 것을 거부했기 때문이라는 것이다.
의회가 1783년 11월 초 프린스턴에서 업무를 마친 후, 수도는 그달 말 아나폴리스, 그리고 1784년 11월 트렌턴으로 옮겨졌고, 마지막으로 1785년 1월 뉴욕 시로 옮겨졌다. 1787년 헌법 제정 회의에서야 대표들은 필라델피아에서 다시 만나기로 결정했다. 펜실베이니아 주가 미국 의회를 보호하지 못한 것은 헌법 제정자들이 주와는 별개의 연방구를 만들어 의회가 자체적인 보안을 제공할 수 있도록 결정한 주요 이유였다.
대표들은 미국 헌법 제1조 8항에서 의회에게 "특정 주의 양도와 의회의 수락에 의해 미국 정부의 소재지가 될 수 있는 그러한 지구(10마일을 초과하지 않는 사각형)에 대해 모든 경우에 있어 배타적인 입법권을 행사할" 권한을 부여하는 것에 동의했다.
1788년 뉴욕주가 미국 헌법을 비준한 후, 대표들은 뉴욕 시를 임시 연방 수도로 유지하기로 합의했다. 1790년, 의회는 수도입지법을 통과시켜 새로운 연방 수도로 메릴랜드주와 버지니아주의 땅에서 포토맥강 유역에 위치한 컬럼비아 특별구를 만들었다.
펜실베이니아 대표인 로버트 모리스는 새로운 영구 수도가 건설되는 동안 의회가 필라델피아로 돌아오도록 설득했다. 그 결과, 수도입지법은 필라델피아를 10년 동안 임시 수도로 선언했다. 의회를 필라델피아에 계속 유지시키기 위한 마지막 시도로, 도시는 새로운 대통령 궁과 콩그레스 홀 확장을 시작했다. 그들의 노력은 실패했고, 연방 정부는 1800년 5월 14일 필라델피아에서 영구히 이전했다.

## 같이 보기
- List of incidents of civil unrest in the United States

## 더 읽어보기
- Bowling, Kenneth R. "New light on the Philadelphia Mutiny of 1783: Federal-state confrontation at the close of the war for independence." Pennsylvania Magazine of History and Biography 101.4 (1977): 419–450. online
- Gallagher, Mary AY. "Reinterpreting the" Very Trifling Mutiny" at Philadelphia in June 1783." Pennsylvania Magazine of History and Biography 119.1/2 (1995): 3–35. online
- Hamilton, Alexander; Henry Cabot Lodge (1904). 《Complete Works》. New York: G.P. Putnam's Sons.
- Nagy, John A. Rebellion in the Ranks: Mutinies of the American Revolution. 2007. ISBN 978-1594160554.
- Webster, Noah (1832). 《History of the United States》. New York: Wilcox & Dickerman Company.